# Motozintla
Motozintla è un comune del Messico, situato nello stato di Chiapas.